# 砲兵トラクター

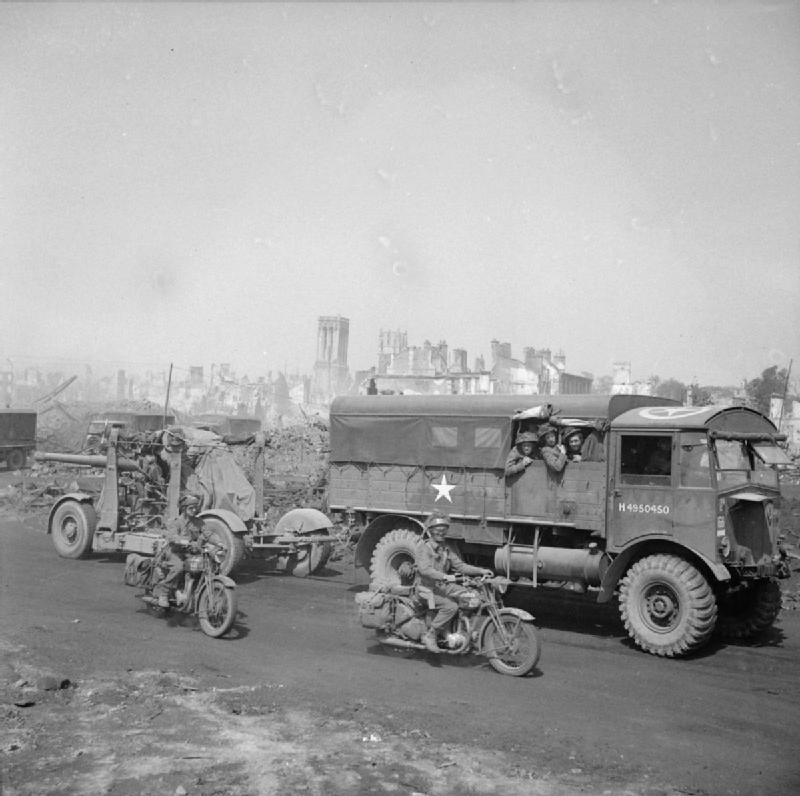
第二次大戦中のイギリス軍の砲兵トラクター、AECマタドール（QF 3.7インチ高射砲を牽引）

砲兵トラクター（ほうへいトラクター、英：Artillery tractor）は、火砲を牽引するための軍用車両。ガン・トラクター、砲牽引車、牽引車などとも呼ばれる。砲兵トラクターは即用砲弾や指揮官・砲手といった運用要員（砲兵）、整備道具や放列布置用の工具など一式を積み込んで火砲を牽引する。
初期には重量物を牽引するという性質上、無限軌道を装備した全装軌車が主流であったが、野砲・軽榴弾砲・高射砲・対戦車砲など比較的軽量の火砲牽引用として、トラック（自動貨車）やハーフトラック（半装軌車）も盛んに使用されたほか、旧式化した戦車など装甲戦闘車両を改造・転用する例もあった。

## 歴史

### 創成期

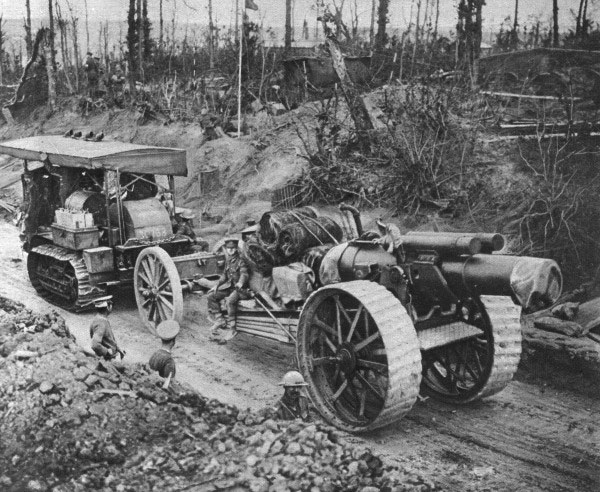
8インチ榴弾砲を牽引するホルト砲兵トラクター

史上初の砲兵トラクターは、世界初の自動車でもあるキュニョーの砲車（1770年）である。これは試作とテスト走行はされたものの、実用化されずにプロジェクトは頓挫している。
本格的な実用化自体は自動車が普及し始めた第一次世界大戦ごろからであり、当時の砲兵トラクターは主に重榴弾砲・加農・臼砲などの「重砲」の牽引に使用されており、世界各国の陸軍における主力火砲である野砲・軽榴弾砲などの「軽砲」はまだ輓馬による馬匹牽引に頼る割合が多かった。また、第一次大戦自体が長期にわたって塹壕戦での膠着状態に陥っており、機動戦とは無縁であったことからあまり活躍はできなかった。

### 第二次世界大戦

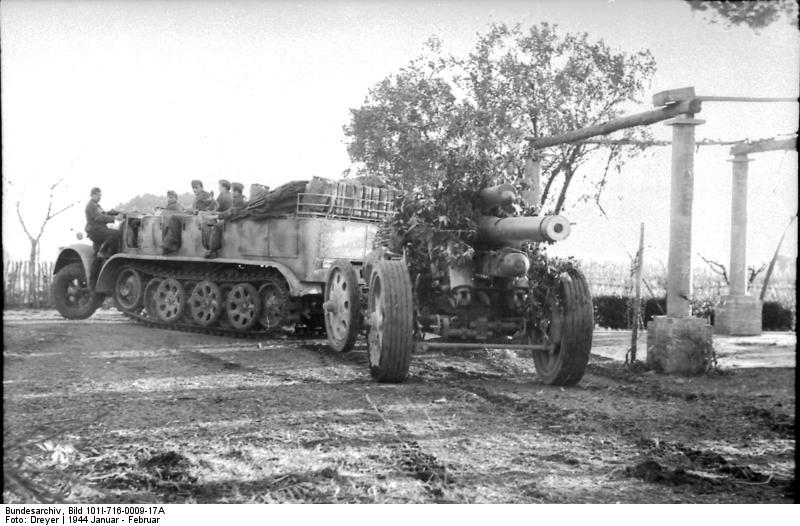
15cm sFH 18を牽引するSd Kfz 7

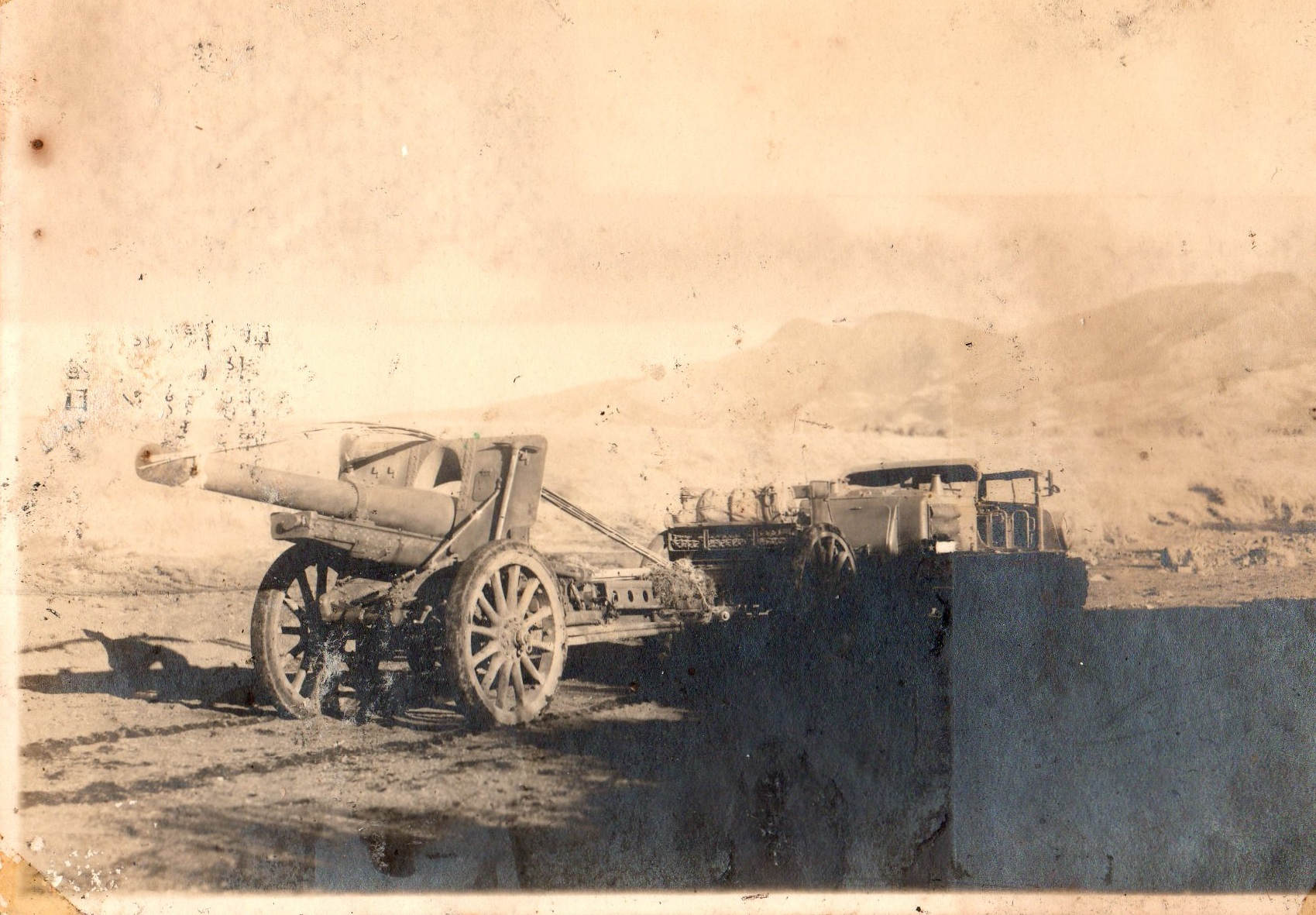
九六式十五糎榴弾砲を牽引する九八式六屯牽引車 ロケ

戦間期を経て1930年代には列強各国の陸軍において部隊の自動車化（機械化）が急速に進み、第二次世界大戦時にはアメリカ陸軍やイギリス陸軍はほぼ完全な自動車化を成し遂げていた。当時の新たな戦闘ドクトリンである進軍速度を最大限に活用する電撃戦においては、馬匹牽引では機甲部隊・自動車化歩兵/機械化歩兵の進軍速度についていけなくなり、砲兵が全軍の足手まといになる可能性も出てきた。
このため、イギリス陸軍・ソビエト労農赤軍・アメリカ陸軍および、ドイツ陸軍と武装親衛隊の一部の優良装備師団などでは、野砲や軽榴弾砲、さらには高射砲・高射機関砲や一部が歩兵の管轄下にある軽対戦車砲、歩兵砲、重迫撃砲の牽引にも砲兵トラクターは広く使われるようになる。当初、対戦車砲は馬匹牽引ないし歩兵が手押しで陣地転換ができるように小型（口径25mmから37mm、45mmクラス）に作られていたが、大戦中期には戦車の重装甲化に対抗する形で大型化（50mm、75mm、88mmクラス）していき、牽引車両なしには運用が難しくなった。
同時代の大日本帝国陸軍においても、多種類の牽引車が開発され生産および機動砲兵の整備も行われた。昭和17-20年度の各種牽引車（車種不明）の合計生産数は3,069輌となっている。戦前日本の基礎工業力の低さによる生産数の少なさなどから配備は専ら重砲・高射砲・一部の機動野砲・軽榴弾砲用に限定され、欧米ほどは広く使用されなかった。
砲兵トラクターを使用しても砲撃地点到着から砲撃開始までの時間は従来と変わりなく、さらに砲撃開始時間を短縮かつ機動力を増すために主に野砲・軽榴弾砲・重榴弾砲を車両に搭載した自走砲が開発・実戦投入されたが、絶対数が少なく完全に置き換えられることはなかった。

### 第二次世界大戦後

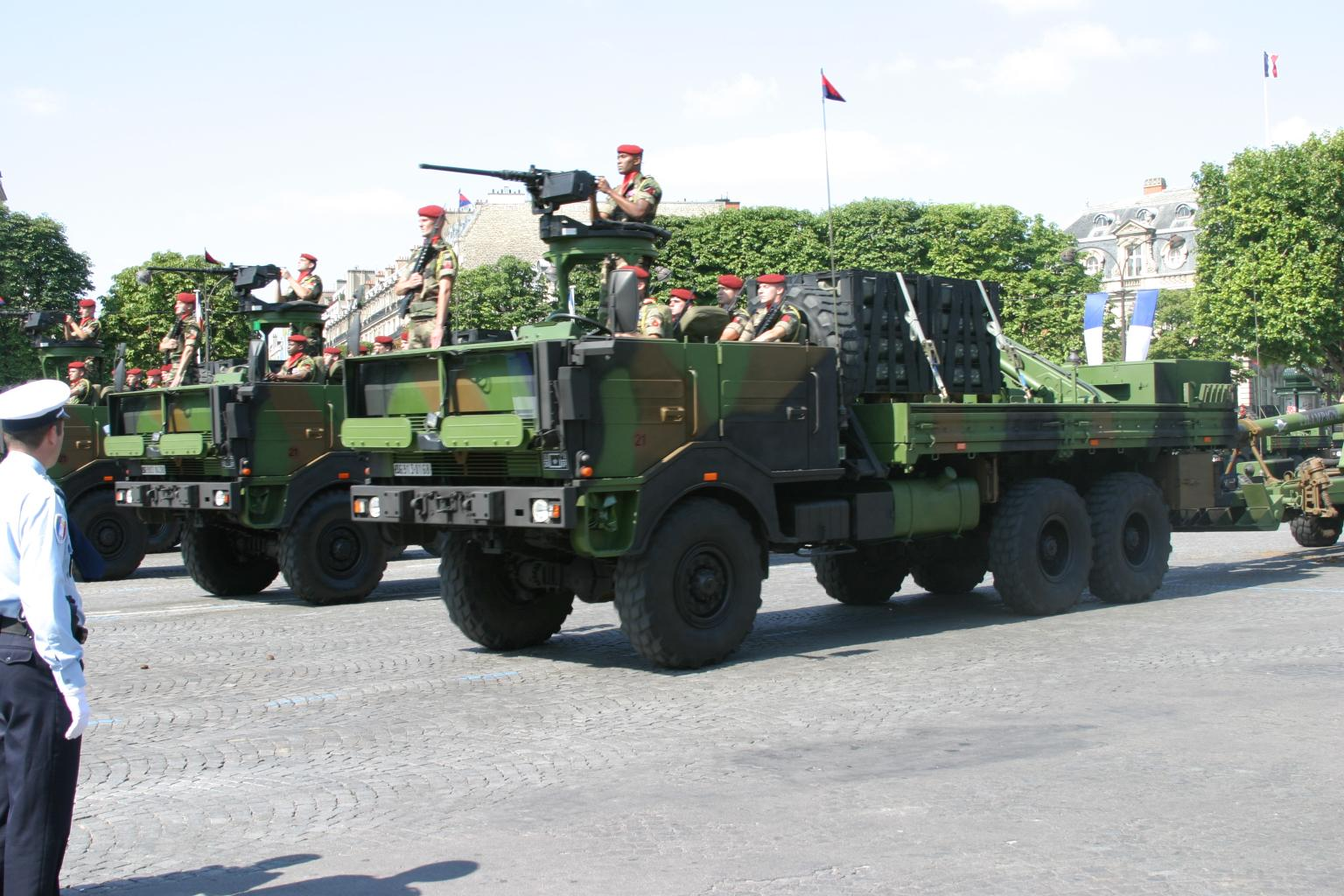
フランス陸軍のTRM 10000トラック、TRF1榴弾砲牽引車。一般型よりもキャビンが後部に延長され、ドアと座席が増設されている

第二次世界大戦以降はソ連軍のAT-TやAT-L、ATS-59、MT-LB汎用装甲車、陸上自衛隊の73式けん引車などを除いて専用の砲兵トラクターは生産されなくなった。
現在では牽引力など性能向上した4x4か6x6の一般軍用トラックが使用されるが、150mmクラスの榴弾砲（重砲）の牽引トラックは運用要員が搭乗可能なようにキャビンを延長したり、砲弾の積み下ろしに使用するクレーンを搭載するなど改造されることも多い。一例として、陸上自衛隊、中砲けん引車は74式特大型トラック改造車輌である。

## 主要な砲兵トラクターの一覧

### 装軌式
アメリカ合衆国
- M4 高速トラクター - 戦後、陸上自衛隊で18tけん引車 M4としても運用
- M5 高速トラクター - 戦後、陸上自衛隊で13tけん引車 M5としても運用
- M6 高速トラクター
- M8 高速トラクター - 戦後、陸上自衛隊で25tけん引車 M8としても運用
- M33砲兵トラクター - M31戦車回収車のクレーンおよび砲塔を撤去したもの
- M34砲兵トラクター - M32戦車回収車のクレーンを撤去したもの
- M35砲兵トラクター - M10A1駆逐戦車の砲塔を撤去したもの
- M39多目的装甲車

 イギリス
- ヴィッカース・ドラゴン

 ドイツ国
- シュタイアー RSO

 ソビエト連邦
- コミンテルン
- ヴォロシロヴェッツ
- S-65 スターリネッツ
- STZ-3
- STZ-5
- Ya-12
- T-20 コムソモーレツ
- AT-P
- AT-S
- ATS-59
- AT-L
- AT-T
- MT-LB - 供与国では主に装甲兵員輸送車として使用。
- MT-LBu

 大日本帝国
- ホルト五屯牽引車
- 三屯牽引車
- 九二式五屯牽引車
- 九二式八屯牽引車
- 九四式四屯牽引車
- 九五式十三屯牽引車
- 九八式六屯牽引車
- 九八式四屯牽引車

 日本（陸上自衛隊）
- 73式けん引車

### 半装軌式
ドイツ国
- Sd.Kfz.6（5トン牽引車）
- Sd.Kfz.7（8トン牽引車、8.8 cm 高射砲の牽引で有名）
- Sd.Kfz.8（12トン牽引車）
- Sd.Kfz.9（18トン牽引車）
- Sd.Kfz.10（1トン牽引車）
- Sd.Kfz.11（3トン牽引車）
- Sd.Kfz.251/4（3トン装甲牽引車）
- マウルティア
- 重国防軍牽引車(sWS)

 アメリカ合衆国
- M2ハーフトラック
- M3ハーフトラック

 大日本帝国
- 九八式牽引自動貨車 コヒ

 フランス
- ソミュア MCG
- ソミュア MCL
- ユニック P107

### 装輪式
アメリカ合衆国
- マック NO 重牽引トラック
- ホワイト 666トラック
- ダイアモンドT 968トラック
- FMTV
- MTVR

 イギリス
- モーリスC8
- CMP FAT
- ベッドフォードQLB
- AECマタドール
- スキャメル パイオニア
- ランドローバー 101 フォワードコントロール

 ドイツ国
- クルップ・プロッツェ
- シュコダ RSO

 大日本帝国
- 九四式六輪自動貨車
- 九六式高射砲牽引車

 フランス
- ラフリー S15
- ラフリー V15
- ラフリー W15